# Lentiira
Lentiira är en sjö i Finland. Den ligger i kommunen Kuhmo i landskapet Kajanaland, i den centrala delen av landet, 500 km nordost om huvudstaden Helsingfors. Lentiira ligger 173,7 meter över havet. Den är 27 meter djup. Arean är 18,43 kvadratkilometer och strandlinjen är 90,16 kilometer lång. Sjön  ingår i Uleälvens huvudavrinningsområde.   Den sträcker sig 12,5 kilometer i nord-sydlig riktning, och 8,3 kilometer i öst-västlig riktning.
I Lentiira finns bland annat öarna:
- Vehmassaari
- Lapinsaaret
- Teerisaari
- Nivarinsaaret